# قطعنامه ۳۶۰ شورای امنیت
قطعنامه ۳۶۰ شورای امنیت سازمان ملل متحد که در تاریخ ۱۶ اوت ۱۹۷۴ تصویب شد، سندی بین‌المللی دربارهٔ قبرس است. این قطعنامه طی نشست ۱٬۷۹۴ام با ۱۱ موافق، ۰ مخالف و ۳ ممتنع تصویب شد.